# Selecția Națională (2017)
A Selecția Națională (Nemzeti Válogató) 2017 célja az volt, hogy eldöntse, ki képviselje Romániát a 2017-es Eurovíziós Dalfesztiválon.

## Résztvevők
A részt vevő előadók és dalaik:
- Alexandra Crăescu Hope
- Ana-Maria Mirică Spune-mi tu
- Cristina Vasiu Set the Skies on Fire
- D-lema Adventure
- Eduard Santha Wild Child
- Elizé & No Stress Fără bariere
- Ilinca feat. Alex Florea Yodel It!
- Instinct Petale
- Maxim feat. Nicolae Voiculeț Adu-ți aminte
- MIHAI I Won't Surrender
- Ramona Nerra Save Me
- Tavi Colen & Emma We Own the Night
- Tudor Turcu Limitless
- Xandra Walk On By
- Zanga Două sticle

## A verseny
A verseny 2 fordulóból állt:
- Először a zsűri kiválasztotta azt a 10 dalt, amelyet a legjobbnak gondolt.
- Viszont a végén a nézők döntötték el, hogy kit szeretnének látni az Eurovíziós Dalfesztiválon.

Ez lett a sorrend, amelyet a nézők állítottak fel:
| Ilinca feat. Alex Florea     | Yodel It!             | 10377 |
| MIHAI                        | I Won't Surrender     | 5201  |
| Instinct                     | Petale                | 3063  |
| Maxim feat. Nicolae Voiculeț | Adu-ți aminte         | 2801  |
| Xandra                       | Walk On By            | 2556  |
| Cristina Vasiu               | Set the Skies on Fire | 2222  |
| Ramona Nerra                 | Save Me               | 2102  |
| Eduard Santha                | Wild Child            | 1331  |
| Tavi Colen & Emma            | We Own the Night      | 1128  |
| Ana-Maria Mirică             | Spune-mi tu           | 913   |